# Metajets
A Metajets (eredeti cím: MetaJets) kanadai televíziós 2D-s számítógépes animációs sorozat, amelyet Peter M. Lenkov és David Wolkove alkotott. Kanadában a Teletoon vetítette, Magyarországon pedig a Megamax sugározta.

## Ismertető
A történet 2067-ben játszódik. Egy új sportág jött létre, száguldó fénysebességgel, amelyek a jetek versenye és a légi akadálypályákon mennek. Ez egy adrenalin hajsza. Ez az sportág, az amely élén négy tini pilóta áll. Küzdenek azért, hogy a ranglista tetejét ki érje el. Együtt egy csapatot alkotnak, a versenyen kívül, a szünetidőben. Harcban áll az elit légi osztaguk, fontos küldetéssel.

## Szereplők
- Johnny Miller
- Trey Jordan
- Maggie Strong – Szőke lány, a pilótacsapatban, Maggie Strong kapitány lánya, és a Metajets pilótacsapat egyetlen női tagja.
- Zachary Kim
- Captain Strong
- General Raven
- Fly Girl
- Crusher
- Viper

## Epizódok
1. Az újonc (The New Recruit)
2. A nyitónap (Opening Day)
3. A repülésvárosa (City of Flight)
4. Villámlás az ütközetben (Lightning in a Battle)
5. Szájber Pipőke (Cyberella Man)
6. Az égkalózai (Pirate of the Sky)
7. Felfüggesztés! (Grounded!)
8. Menekülés az isten háta mögül (Escape From the Outback)
9. A borotvaéle (Razor's Edge)
10. A mélységtitkai (Deep Secrets)
11. Őrszolgálat (Guard Duty)
12. A tökéletes raj (Perfect Swarm)
13. A bátor és a bűvös (The Brave and The Cold)
14. Forráspont (Boiling Point)
15. Hazatérés (Homecoming)
16. A családból egy (One of the Family)
17. Ütközések (High Impact)
18. Égi lovasok (Sky-Riders)
19. Önpusztítás – 1. rész (Self Destruct – Part 1)
20. Önpusztítás – 2. rész (Self Destruct – Part 2)
21. Dr. Nova szigete (The Island of Dr. Nova)
22. A jég alatt (Under the Ice)
23. Semmit tevők támadása (Attack of the Drones)
24. A piramisterv (The Pyramid Scheme)
25. Az útvége (End of the Line)
26. Az erőd (The Fortress)
27. Az életre kelt hordozó éjszakája (Night of the Living Center)
28. Távoli pont (Vanishing Point))
29. Az én hősöm (My Hero)
30. Víz alatti küldetés (Sub-Mission)
31. A raj szeme (Eye of the Swarm)
32. Eltűnt 0.6 mp alatt (Gone in 0.6 Seconds)
33. A sólymok (Stunt Hawks)
34. A fantomflotta (Phantom Fleet)
35. Mozgócélpont (Moving Target)
36. Hölgy pirosban (Lady in Red)
37. Drágám add az eget (Sky Hard)
38. Antarktisz invázió (Antartic Invasion)
39. Végjáték – 1. rész (End Game – Part 1)
40. Végjáték – 2. rész (End Game – Part 2)